# Gomal
Gomal är ett distrikt i Afghanistan. Det ligger i provinsen Paktika, i den östra delen av landet, 240 kilometer söder om huvudstaden Kabul.
Distriktet beräknades år 2022 ha cirka 48 000 invånare.